# باتريك هولمز
باتريك هولمز (بالإنجليزية: Patrick Holmes)‏ هو راكب الكنو أيرلندي، ولد في 30 مارس 1966.

## وصلات خارجية
- باتريك هولمز على موقع أوليمبيديا (الإنجليزية)